# جورج دبليو. ليلي
جورج دبليو. ليلي (بالإنجليزية: George W. Lilley)‏ هو مدرس أمريكي، ولد في 9 فبراير 1850 في كيواني في الولايات المتحدة، وتوفي في 8 يونيو 1904.